# Geografia Turkmenistanu

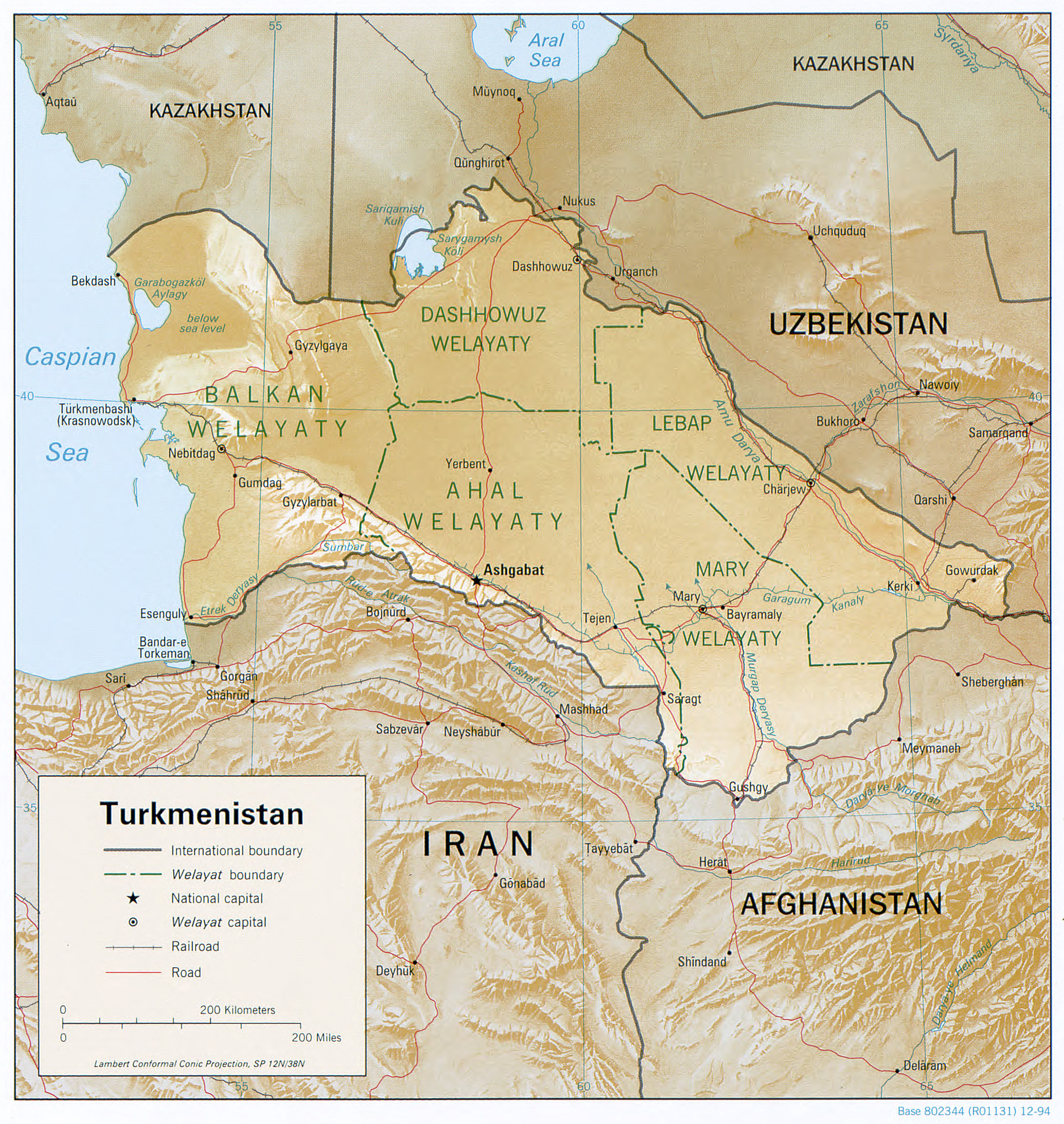
Mapa Turkmenistanu

Turkmenistan jest średniej wielkości państwem azjatyckim należącym do byłych republik radzieckich. Ten nizinny kraj cechuje się suchym i surowym klimatem, jałowym, a zarazem atrakcyjnym turystycznie krajobrazem, gdzie dominują pustynie piaszczyste. Tak jak inne kraje środkowo azjatyckie, Turkmenistan jest krajem muzułmańskim, a większość ludności reprezentują Turkmeni.

## Powierzchnia, położenie i granice
Powierzchnia – 488 100 km²
Położenie – Turkmenistan leży w południowo-zachodniej części Azji Środkowej, nad Morzem Kaspijskim.
Skrajne punkty: północny 42°48′N, południowy 35°08′N, zachodni 52°27′E, wschodni 66°41′E. Rozciągłość południkowa wynosi 650 km, a równoleżnikowa 1100 km.
Turkmenistan graniczy z następującymi państwami:

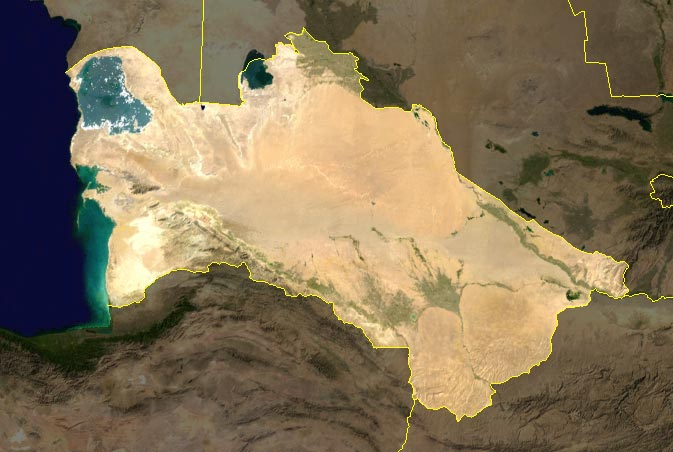
Mapa satelitarna

- Kazachstan – 379 km
- Uzbekistan – 1621 km
- Afganistan – 744 km
- Iran – 992 km

Linia brzegowa – 600 km

## Budowa geologiczna i rzeźba
Większość obszaru Turkmenistanu leży w zachodniej części fałdowego pasma uralsko-mongolskiego. Niemal cały kraj spoczywa na płycie turańskiej, która jest przykryta serią utworów mezozoicznych oraz gliniastymi i piaszczystymi osadami pochodzącymi z neogenu. Jedynie w południowo-wschodniej części kraju występują odsłonięte struktury paleozoiczne, które należą do obszaru kazasko-tienszańskiego. Góry Kopet-dag i Nizina Zachodnioturkmeńska należą do alpejskich struktur trzeciorzędowych pasma śródziemnomorsko-himalajskiego. Turkmenistan należy do państw o dużej aktywności sejsmicznej.
Niemal cały kraj (około 90%) jest zajęty przez Nizinę Turańską, o średniej wysokości poniżej 500 m n.p.m. Obszary nizinne są przykryte pustynią piaszczystą zwaną Kara-Kum, co oznacza dosłownie „czarne piaski”. Obszary najwyżej położone znajdują się na południowym wschodzie. Do tych obszarów należą: Wyżyna Badchyz i Wyżyna Karabil o średniej wysokości 900 m n.p.m. wyżyny te wchodzą w skład przedgórza Paropamisu Poza wyżynami w południowo-wschodniej części kraju leżą góry Kugitangtau o maksymalnej wysokości 3199 m n.p.m. Na południu kraju wzdłuż granicy z Iranem ciągnie się pasmo górskie Kopet-Dag ze szczytem Kuh-e Rize o wysokości 2942 m n.p.m. Najniżej położone miejsce w kraju to depresja Akczakaja leżąca na wysokości 81 m p.p.m. w północnej części kraju.
Linia brzegowa Morza Kaspijskiego jest słabo rozwinięta, gdzie znajdują się dwie duże zatoki: Krasnowodzka i Turkmeńska. Południowa część wybrzeża jest płaska i piaszczysta, zaś na północy występuje wybrzeże klifowe – krawędź Płaskowyżu Krasnowodzkiego, który stanowi zachodnią część wyżyny Ustiurt.

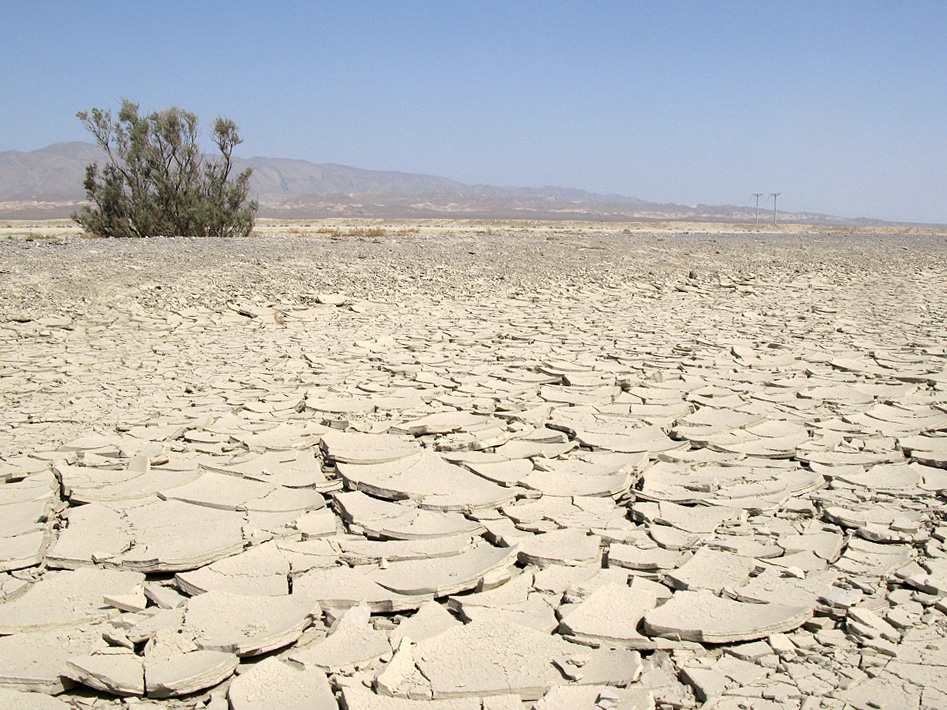
Pustynia Kara-Kum

## Klimat
Większość Turkmenistanu znajduje się w strefie klimatu podzwrotnikowego, a północne obszary nad rzeką graniczną z Uzbekistanem to region będący pod wpływem bardziej umiarkowanych mas powietrza. Obie te strefy łączy wspólna cecha – sucha lub wybitnie sucha odmiana klimatu i kontynentalizm. To oznacza, że klimat Turkmenistanu jest surowy, charakteryzujący się mroźnymi zimami i upalnymi latami.
Temperatury są skrajne. Zimą w styczniu średnia dobowa wynosi –4 °C ze spadkami do –33 °C. Jedynie w dolinie Atreku średnia dobowa to około 4 °C. Latem w lipcu średnie wartości termiczne wynoszą od 28 do 32 °C. Na pustyni Kara-Kum wartości te dochodzą w ciągu dnia do 50 °C. Charakterystyczną cechą są wysokie amplitudy dobowe występujące przez cały rok, zwłaszcza na pustyni Kara-Kum.
Opady w kraju są niskie, średnia roczna suma opadów wynosi 150 mm. Najniższe opady występują na południowym wschodzie kraju, oscylując w granicach 80 mm. Na przedgórzach dochodzą do 300 mm, a w górach Kopet-Dag do 400 mm rocznie. Do częstych zjawisk należą burze pyłowe i gorący wiatr fenowy zwany garmsil, który podnosi temperaturę i obniża wilgotność powietrza. Turkmenistan tak jak inne kraje o wybitnie kontynentalnym klimacie Środkowej Azji cechuje się niskim zachmurzeniem powietrza.

## Wody
Cały kraj leży w strefie bezodpływowej. Większość kraju to tereny pozbawione stałych rzek. Głównym źródłem wód rzecznych są wysokie góry, zarówno te w Turkmenistanie, jak i te poza granicami kraju. Wszystkie te cieki wodne płynąc przez Turkmenistan, giną na pustyni Kara-Kum. Zasoby wodne kraju są bardzo skromne. Główne rzeki kraju to Amu-daria, która wypływa z Hindukuszu i płynie przez północno-wschodnią i północną część Turkmenistanu i dalej płynie na północ przez Uzbekistan i w końcu uchodzi (najczęściej wysycha) do Jeziora Aralskiego. Inne ważne rzeki to: Tedżen i Murgab na południowym wschodzie kraju. Poza nimi występują krótkie rzeki górskie na południu, które giną w piaskach Kara-Kum. Nad Morzem Kaspijskim licznie występują słone bagna.

## Gleby
Prawie cały Turkmenistan jest pozbawiony żyznych gleb. Jedynie w aluwiach, ukształtowały się fluwisole, a wokół Tedżenu i w dolinie Amu-darii ziemie pokrywają glejsole. Reszta kraju to obszary piaszczyste obszary pustynne, pozbawiane gleb. Nad Morzem Kaspijskim występuje szeroki pas słonych gleb – sołonczaków, pustynnych gleb – yernosoli. Na południu kraju pustynne tereny pokrywają arenosole.

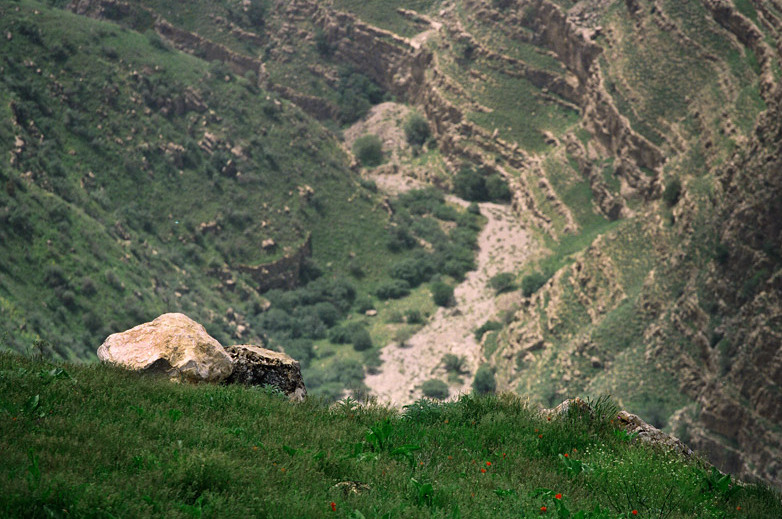
Góry Kopet-dag

## Flora
Szata roślinna jest uboga, zdecydowana większość kraju jest zdominowana przez gatunki pustynne jak saksauł, turzyce i trawy oraz inne rośliny charakterystyczne dla słonych i piołunowych pustyń, występujących w strefie nadbrzeżnej Morza Kaspijskiego. Doliny rzeczne są porośnięte przez tugaje -lasy wierzbowo-topolowe, a oprócz nich wystękują bagna porośnięte trzciną. W górach występują stepy, a w dolinach potoków rosną lasy z udziałem drzew owocowych i drzewiastych jałowców.

## Fauna
Faunę reprezentują gatunki należące do Regionu Śródziemnomorskiego i Środkowoazjatyckiego. Obszary pustynne i stepowe zamieszkują antylopy suhak i bardzo dużo gatunków gryzoni. Do gryzoni należy suseł. Z drapieżników przeważają tchórze stepowe, a z ptaków kulony piaskowe. Dużo jest również gadów, gdzie przeważają jaszczurki i węże. W górach Turkmenistanu żyją dzikie owce, gazele dżejran i drapieżniki takiej jak niedźwiedź i ryś. Do orientalnych gatunków należą jeżozwierze indyjskie. W górach bytują także duże ptaki drapieżne jak orzeł przedni.
W Turkmenistanie istnieje 8 rezerwatów przyrody o łącznej powierzchni 8,2 tys. km².